# 中国共产党第五次全国代表大会代表名单

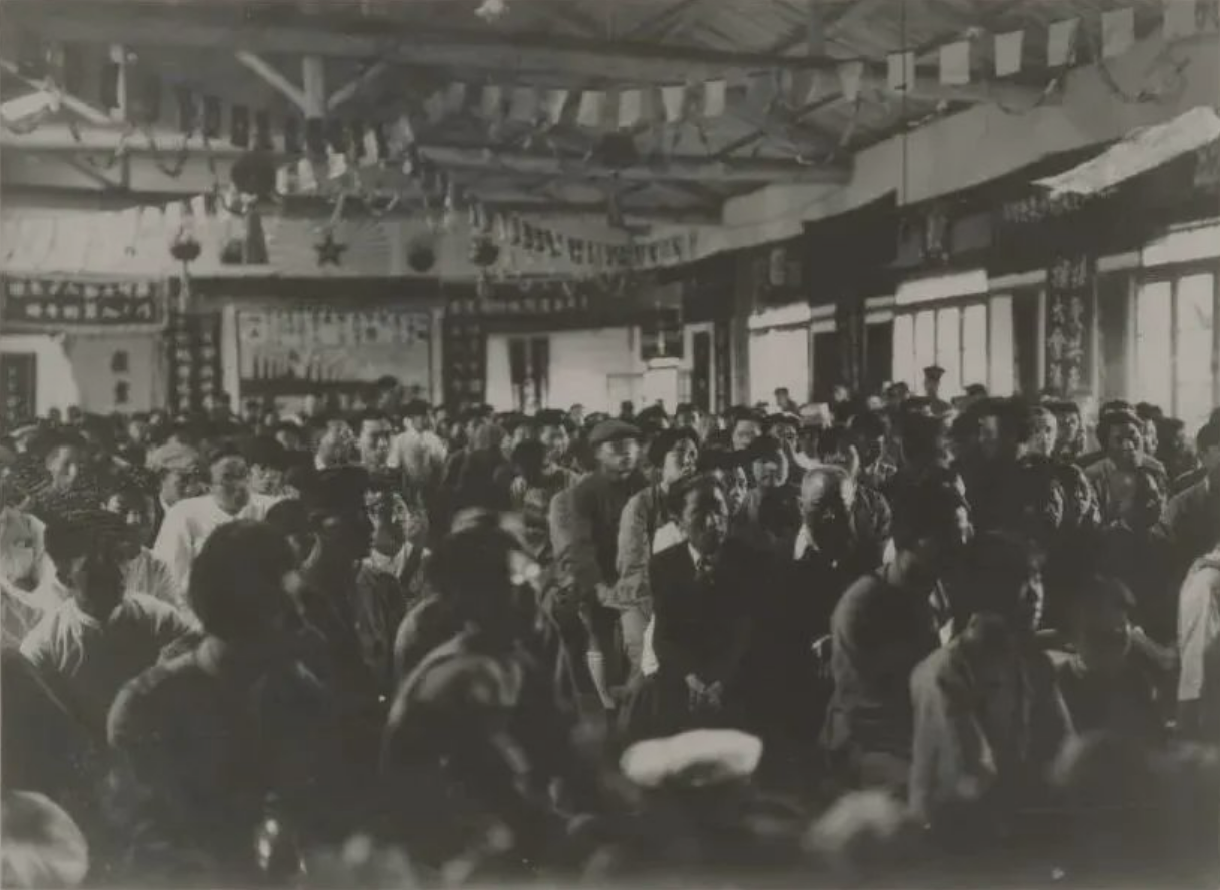
与会代表

1927年4月27日至5月9日，中国共产党在武汉召开了中国共产党第五次全国代表大会。这次大会召开于四一二事变和广州四一五事变之后，部分本应与会的代表已经被捕、被杀，或因从事地下活动而未能与会:73。本次大会实到的中国共产党代表共计96人:18，代表了全国57,967名中共党员。共产国际代表7人，另有23名中共党员无法确认代表身份。除与会代表外，陈赓、龚孟贤、韩浚、黄玠然、李炳祥、李一纯、刘少文、李俊民、欧阳钦、潘家辰、瞿景白、任淑兰、任作民、王明、魏人镜、吴德峰、羊牧之、任卓宣、余义明、张以森、张培鑫、张文秋、周唯桢等23人作为大会工作人员也参与了这次会议:18。此外，汪精卫、谭延闿、徐谦和孙科等中国国民党籍的武汉国民政府重要官员也出席了这次会议。

## 代表名单
| 姓名   | 肖像       | 生平 | 与会时职位                                                                   | 备注 |
| ------ | ---------- | --- | ---------------------------------------------------------------------------- | --- |
| 安幸生 | 安幸生肖像 | （1902－1927），天津人。1918年考入天津直隶省第一中学，次年参与五四运动，并和他人一同创建“新生社”，在李大钊的直接指导下接触了马克思主义。1922年10月加入中国共产党，负责天津的海员和工人运动工作。1926年被迫转移至上海。参加中共五大后前往北京，担任顺直省委组织部部长兼北京市市委组织部长。1927年于北京被捕，同年11月11日于安定门外被杀。:84-94 | 天津代表:32                                                                  | |
| 蔡畅   | 蔡畅肖像   | （1900－1990），湖南省湘乡县永丰镇人，蔡和森的胞妹。早年就读于长沙周南女子师范学校，1919年前往法国留学。1923年由中国社会主义青年团团员转为中共党员。1925年回国后先后于广东、江西、湖北从事妇女运动工作。1927年于中共五大中被任命为中共妇女委员会委员、上海总工会女工部部长。此后历任中共六大至中共十一大代表，中华人民共和国第一届至第三届人大常委会委员、第四届和第五届人大常委会副委员长，中华全国妇女联合会名誉主席等职务，1980年退休。1990年9月11日病逝于北京。 | 中共湖北区委妇女部部长                                                       | 永丰镇现属于湖南省双峰县:32。                                                                             |
| 蔡和森 | 蔡和森肖像 | （1895－1931），湖南省湘乡县永丰镇人，生于上海，蔡畅的胞兄。1919年前往法国留学，1921年冬天回国后于上海加入中国共产党。1922年出席中共二大并当选为中央委员。1923年以平民女校和上海大学教职为掩护，以从事工人运动。1927年于中共五大上当选为中共中央政治局委员、常委兼中央宣传部部长。1931年被派往香港，担任中共中央代表兼南方局书记，主持中共广东省委工作。同年6月被香港当局逮捕并引渡回广州，当年8月被杀。 | 中国共产党驻共产国际代表:34                                                  | 永丰镇现属于湖南省双峰县:32。                                                                             |
| 蔡以忱 |            | （1896－1928），湖北黄陂人。1915年考入湖北省立第一师范学校，在校期间参加了五四运动。1923年经董必武介绍成为中共党员。1925年在武汉组织五卅运动相关活动。在大革命中动员武汉市民接应北伐军，并参与了收回汉口英租界的斗争。中共五大上被选为中共中央监察委员会委员，后赶赴湖南开展工作，参加秋收起义。1928年6月因中共湘西特委机关被破坏而于巡视工作时被捕，不久后于长沙被杀。:651:5-6 | 中共湖北区执行委员会委员、宣传部主任；湖北省农民协会执行委员兼组织部部长:5-6 | |
| 陈碧兰 |            | （1902－1987），湖北黄陂人。1918年进入湖北省立女子师范学校读书，后因逃婚前往上海。1921年10月经陈潭秋介绍加入中国共产党。后前往莫斯科东方大学学习，1925年回国，先后在上海、河南从事党务工作和党属杂志编辑工作，同年和彭述之结婚。中共五大会后，因参与党内托派活动与彭述之一并被开除出党。1973年定居美国，1987年去世。:52 | 中共上海区执委妇女运动委员会书记:52                                          | |
| 陈独秀 | 陈独秀肖像 | （1879－1942）安徽怀宁人。早年曾参与反清运动。1913年参与反对袁世凯的活动，活动失败后一度被捕入狱。与李大钊等人一同组织和领导了新文化运动和五四运动，后与李大钊等共同建立了中国共产党早期组织，被中共一大选举为中央局委员兼书记，中共五大上被被选举为中共中央执行委员会委员兼总书记。因其第一次国内革命战争中做出的多次决策被认定为“犯了右倾投降主义错误”，遂于八七会议上被撤销总书记职务。后因参加托派活动而被开除出党。1931年成立托派组织“中国共产党左派反对派”，并担任书记，1937年脱离该组织。1942年5月27日病逝于重庆江津。 | 中共中央委员兼中央总书记                                                     | |
| 陈镜湖 | 陈镜湖肖像 | （1901－1933），热河建平人。1918年考入天津直隶省第一中学，在校期间参加五四运动。1922年考入南开大学，次年加入中国共产党，是东北地区第一位中共党员。此后长期于冯玉祥麾下从事军队运动工作，后因冯玉祥驱赶共产党员而离开部队。中共五大会后前往天津组织内蒙古地区的中共党务工作，期间一度失去与中共党组织的联系。1933年重回冯玉祥部，参与筹建和组织察哈尔抗日同盟军，当年5月12日前往张北县点验部队途中被土匪袭击身亡。:344-346 | 内蒙古代表:42                                                                | 其所负责的内蒙古地区包括察哈尔、热河、绥远三省。:42                                                       |
| 陈乔年 | 陈乔年肖像 | （1902－1928），安徽怀宁人，陈独秀次子。1919年前往法国勤工俭学，1922年参与发起成立中国少年共产党，当年秋天加入法国共产党，冬天时转为中共党员。1923年4月到莫斯科东方大学学习。1924年回国后历任共青团中央执行委员会候补委员、中共北京地委组织部部长、中共北方区委组织部长等职。在中共五大上当选为中共中央委员会委员，会后返回上海从事党务组织工作。1928年因中共江苏省委遭破坏而被捕，6月6日被杀于上海枫林桥。:42-43 | 北方区代表                                                                   | |
| 陈潭秋 | 陈潭秋肖像 | （1896－1943），湖北黄冈人。1916年于国立武昌高等师范学校英文部就读，在校期间参加五四运动。1920年与董必武在武汉成立中共早期组织，1921年7月参加中共一大。1923年发动并领导了二七大罢工。中共五大上当选为中共中央委员会候补委员。此后先后于江西、山东、满洲地区、江苏等地领导工人、学生、军队运动工作。1939年与毛泽民、林基路等人前往新疆，出任中共中央新疆代表和八路军驻新疆办事处负责人。1942年9月被盛世才秘密逮捕，1943年9月27日深夜于迪化被杀。:43-44 | 中共湖北区委宣传部长:44                                                      | |
| 陈为人 | 陈为人肖像 | （1899－1937），湖南江华人。1918年进入湖南衡阳省立第三师范学校读书，在校期间参加五四运动。曾计划前往法国勤工俭学，因经费出问题而未能成行。1921年底自莫斯科东方大学学成归国，并加入中国共产党。先后在北京、哈尔滨、沈阳、大连等地开展党务工作，期间曾前往广州出席中共三大。参加中共五大后继续于北京和东北开展工作，1929年8月前往上海担任《上海报》经理，1932年起负责中共中央文库的保存和整理。1937年3月12日晚，因肺结核病逝于上海。 | 北方区代表:45                                                                | |
| 陈佑魁 |            | （1900－1928），湖南麻阳人。1921年进入湖南自修大学就读，兼任补习班英语教员。1922年经毛泽东介绍加入中国共产党。此后前往长沙，利用邮务员的身份作掩护，开展学生运动工作。1924年起先后担任团湘区执行委员会委员书记、中共湖南省委宣传部部部长等职务，负责工人、农民、学生运动工作，中共五大之后担任中共湖南省委委员。1927年10月领导衡北暴动，组建衡北工农革命军。1928年1月率部参与发动湘南起义。1928年4月回长沙向中共湖南省委报告工作时被南京国民政府逮捕，4月19日于长沙浏阳门外被杀。:157-174 | 中共衡阳地方执行委员会书记:48                                                | |
| 陈延年 | 陈延年肖像 | （1898－1927），安徽怀宁人，陈独秀长子。1917年进入震旦大学法科学习，1919年12月赴法国勤工俭学。1922年6月参与组建中国少年共产党，1923年加入法国共产党，同年冬天转为中共党员。1924年9月下旬回国，1924年10月至1927年4月先后担任中共广东区执行委员会委员、秘书、书记等职位。1925年3月前往武汉，4月14日抵达上海。在中共五大上当选为第五届中央委员会委员。1927年6月担任中共江苏省委员兼中共上海市委书记，当月23日被捕，同年7月4日被杀于上海龙华。:219-256 | 中共广东区执行委员会书记兼组织部长:47                                        | 因在上海从事地下工作而未能赴会:42-46                                                                      |
| 陈昭礼 | 陈昭礼肖像 | （1907－1940），福建闽侯人。1923年考入复旦大学，1925年加入中国共产党，曾参与五卅运动。1927年1月担任中共福州地委书记，中共五大会后担任中共中央常委会和政治局会议秘书。后回到福建从事党内军政工作。1929年7月前往广西，先后组织了南宁兵变和百色起义。1931年2月前往上海汇报工作时滞留上海，后以进步人士面貌活动。1937年出任新四军秘书，1938年前往第七十军担任军部上校参议。1940年5月在李济深的引荐下于全国战地委员会就职，同年8月13日在崇安城外被军统特务暗杀。 | 福建省代表                                                                   | |
| 邓恩铭 | 邓恩铭肖像 | （1901－1931），贵州荔波人。1918年考入济南省立第一中学，在校期间参加五四运动。1921年与王尽美在济南成立中共早期组织，同年7月出席中共一大。1922年赴苏联考察，同年返回山东展开党务工作和工人运动工作，并发起胶济铁路工人大罢工。在山东活动期间曾多次被捕。1927年出席中共五大，会后返回山东担任中共山东省委委员。1928年12月在济南被捕，狱中两次组织越狱，但自己因伤势过重未能逃脱。1931年4月5日被枪杀于济南纬八路刑场。 | 山东省代表                                                                   | |
| 邓鹤皋 |            | （1902－1979），湖南安乡人。在长沙读书时参加五四运动。1922年在北京加入中国社会主义青年团，次年转为中共党员。此后曾参加五卅运动，在三·一八惨案中幸存后前往大连开展工作。中共五大后返回大连，1927年被捕，至1934年间被关押于旅顺监狱，被释放后先后于杭州、上海、延安进行党务工作，在延安时组织开发南泥湾。中华人民共和国成立后担任轻工业部部长，文革中受到迫害，1979年7月26日在北京逝世。中共十一届三中全会恢复了他的名誉。:199-212 | 中共大连地方委员会书记，南满地区代表:203                                     | |
| 邓培   | 邓培肖像   | （1884－1927），广东三水人。14岁时前往天津做学徒工，期间追随孙中山参加革命活动。1919年参加五四运动，次年参加中国共产党早期组织。1922年担任唐山地委书记，负责组织工人运动工作。中共四大上当选为候补中央执行委员，此后负责广东的铁路工人运动工作，期间曾支援省港大罢工。1927年在广州四一五事变中被捕，随即被杀。:58-64 | 中华全国总工会副委员长:62                                                    | 与会前夕被杀:42-46                                                                                        |
| 邓中夏 | 邓中夏肖像 | （1894－1933），湖南宜章人。1917年考入北京大学，在校期间参加五四运动。1920年参与组建北京共产主义小组。1922年出席中共二大，同年担任中国劳动组合书记部主任，负责工人运动工作。中共五大上被选为中共中央委员。会后担任中共江苏省委书记，重建江苏地区的党组织。赴莫斯科参加中共六大，回国后先后于湘鄂西革命根据地和上海开展工作。1933年5月15日被上海法租界巡捕逮捕，引渡至南京国民政府后暴露身份，1933年9月21日于南京雨花台被杀。 | 中共上海地方兼区执行委员会委员长                                             | |
| 董必武 | 董必武肖像 | （1886－1975），湖北黄安人。1904年考中秀才，之后追随孙中山从事革命活动。1920年在湖北成立共产党早期组织。1921年赴上海参加中共一大，会后回到湖北开展党务工作。中共五大之后前往进入莫斯科东方大学学习，回国后抵达中央苏区，担任中共中央党校校长兼最高法院院长，之后参加长征。1937年起先后在武汉和重庆推动抗日民族统一战线工作。1945年前往旧金山签署《联合国宪章》。中华人民共和国成立后，历任政务院副总理、最高人民法院院长、国家副主席、中央政治局常委等职位。1975年4月2日因肝癌在北京病逝。 | 中共湖北区执行委员会委员                                                     | |
| 多松年 | 多松年肖像 | （1906－1927），内蒙古土默特旗人。1923年进入北京蒙藏学校学习，1924年加入中国社会主义青年团，次年转为中共党员。后参加五卅运动，1925年在中共北方区委下成立了内蒙古人民革命党和工农兵大同盟，同年前往莫斯科中山大学学习，次年回国后前往察哈尔从事党务工作。1927年参加中共五大后，返回张家口重建党组织，同年被奉系军阀捕杀。 | 中共察哈尔特别区区委书记                                                     | 死因存在“被长钉钉死在大境门上”的争议说法。                                                                |
| 方志敏 | 方志敏肖像 | （1899－1935），江西弋阳人。1919年进入江西省立甲种工业学校学习，1921年因领导学运而被开除。1922年在上海加入社会主义青年团，1924年转为中共党员。1925年前往广东学习农民运动经验，1925年7月起负责江西农民运动工作。中共五大会后返回江西，1928年1月领导弋横暴动，此后历任多个苏维埃政权的领导职务。1935年1月率北上抗日先遣队向北进发，在皖南怀玉山地区被国军围攻，当月29日被捕，同年8月6日被杀于南昌。:64-65 | 中共江西区执行委员会工委书记:64                                              | |
| 顾顺章 | 顾顺章肖像 | （1904－1935），江苏宝山人。1924年加入中国共产党，后参加五卅运动。1926年前往苏联学习政治保卫工作，回国后担任。北伐战争期间领导上海工人第三次武装起义。中共五大和六大上当选为中共中央委员，长期主持中共特科工作。1931年4月24日在汉口被国民政府逮捕后叛变，并协助国民政府破坏中共地下组织，同年5月被开除中共党籍。后因试图在军统内部自行组织小团体，于1935年5月5日于镇江被陈立夫下令枪杀。 | 中共中央政治保卫局局长                                                       | |
| 郭亮   | 郭亮肖像   | （1901－1928），湖南长沙县人。1917年自中学辍学，后参加五四运动和驱张运动。1922年经毛泽东介绍加入中国共产党，此后长期领导湖南工人运动工作。1926年当选为湖南省第一次工农代表大会的主席团成员。中共五大会后当选为中共湖北省委书记，1928年在岳州筹建革命根据地时被捕，当年3月29日于长沙被杀。 | 湖南省代表                                                                   | 其出生地现属于望城区                                                                                      |
| 贺昌   | 贺昌肖像   | （1906－1935），山西离石县柳林镇人。1920年考入太原省立第一中学，当年底加入社会主义青年团。在校期间曾领导学生运动和工人运动。1924年离开山西从事工人运动工作，同年年底转为中共党员。后曾参加五卅运动，1926年参加了上海工人的三次武装起义。中共五大和六大中被选为中共中央委员。1928年参与了平江起义，后前往天津担任中共北方局总书记，之后降职为江西兴国县委书记。长征开始后留守中央苏区，1935年于江西会昌指挥红军突围时阵亡。 | 共青团湖北团委书记                                                           | 柳林镇自1971年起属于柳林县管辖                                                                            |
| 黄平   |            | （1901－1981），湖北汉口人。1918年在北京从事报刊英文校对工作。1923年前往莫斯科东方大学学习，同年经赵世炎等人介绍加入中国共产党。1924年回国后长期在广东和香港从事海员运动工作，领导了省港大罢工，1932年在北平视察北方工人运动时被捕，狱中向国民政府递交“自白书”并脱党，次年出狱后在上海先后从事多份工作谋生。1949年5月向中共上海市委汇报了变节的情况并请求处分，3个月后被安排到复旦大学任教。文革中受到冲击，1978年恢复名誉和工作。1981年7月6日病逝于上海。 | 中华全国总工会执委，中共广东省委工人部部长                                   | |
| 黄平万 |            | （1893-？），四川西充人。1917年考入北京大学理预科，1923年秋进入莫斯科东方大学学习，在校期间加入中国共产党。回国后于河南、陕西开展党务工作，期间曾参加五卅运动。中共五大会后负责中共陕西省委宣传工作。在四川开展工作期间与中共党组织失去联系，此后于四川多所学校任教。1939年4月因故前往兰州经商。1949年，黄平万向中共甘肃省委提交材料说明情况，1950年1月被分配进入兰州女子师范学校任教。1953年冬天离开兰州回四川探亲后失踪。:9-20 | 陕西省代表:89                                                                | |
| 胡步三 |            | （1902－1968），河北阜平人。1920年进入保定第二师范学校就读，1923年加入社会主义青年团，次年转为中共党员。1925年11月进入黄埔军校学习，次年12月前往哈尔滨从事军运工作。1927年参与指挥上海工人第三次武装起义。中共五大会后返回哈尔滨重建党组织，1929年2月与中共党组织失联。1938年加入八路军，1939年恢复党籍。此后在边区从事粮食管理工作，后于铁路部门工作。中华人民共和国成立后在铁道部任职，文革中受到冲击，1968年5月17日去世。1980年名誉得以平反。:180-182 | 中共北满地方委员会负责人:180                                                 | 以列席代表身份与会:81                                                                                     |
| 瞿秋白 | 瞿秋白肖像 | （1899－1935），江苏常州人。1917年进入俄文专修馆学习，1919年领导北京学生参加五四运动。1922年2月加入中国共产党。中共三大上做出关于国共合作的革命统一战线决议。1924年与杨之华结婚。中共五大会后在武汉召开八七会议，制定了全国武装暴动的总策略。1928年主持中共六大。1930年回国后纠正了立三路线，在六届四中全会上因王明攻击而被解除中共中央政治局委员职务。此后长期从事文化工作，1934年前往中央苏区领导中华通讯社。1935年在福建长汀被国军俘虏并暴露身份，同年6月18日于长汀被杀。 | 中共中央政治局宣传部委员                                                     | |
| 雷晓晖 |            | （1905-2005），四川安岳人。1920年考入四川省立第一女子师范学校中学部，之后因参加学运被开除。1925年10月加入共青团，12月转为中共党员，此后于重庆和武汉从事妇女解放运动。中共五大会后于武汉、宜宾、重庆等地从事党务工作。中华人民共和国成立后在教育界工作，一度被打成右派，1979年恢复名誉并转为南充市政协常委。1985年退休。2005年在四川南充因病去世。 | 湖北省代表                                                                   | 其为最后一位去世的中共五大代表                                                                            |
| 李涤生 |            | （1887－1930），湖南浏阳人。早年在安源当铁路修车工人，1921年组织湖南中华工会机械会安源分会，1922年经李立三介绍加入中国共产党，同年组织安源路矿工人大罢工。此后长期于湖南、江西从事铁路工人运动工作。在中共五大上被选为中共中央委员。1928年5月被南京国民政府逮捕后叛变，并开始破坏中共地下组织。由于消息不通，其叛变后仍在中共六大上当选为中共中央委员。同年12月被开除党籍。1930年8月，在长沙火车站被攻入长沙的红三军团抓获，随即被杀。:41-42 | 中华铁路总工会宣传部主任:42                                                  | |
| 李大钊 | 李大钊肖像 | （1889－1927），河北乐亭人。1907年考入天津北洋法政专门学校，1913年就读于早稻田大学政治本科，在校期间接触到社会主义学说。1916年回国后从事报刊编辑工作，此后领导新文化运动和五四运动。1920年在北京创立共产党早期组织，中共一大之后领导北方的党务工作。1922年与孙中山达成国共合作共识。后组织五卅运动、抗议日军占据大沽口的请愿活动。1927年4月6日被北洋军阀逮捕于苏联大使馆，4月28日在北京被绞死。 | 中共北方区委负责人                                                           | 与会前被捕:42-46                                                                                          |
| 李立三 | 李立三肖像 | （1899－1967），湖南醴陵人。1919年赴法国勤工俭学，1921年12月于上海加入中国共产党，之后于湖南和上海从事工人运动工作。1927年参与组织南昌起义，中共六大会后实际主持中央工作。1930年发起成立中国左翼作家联盟，同年推行“立三路线”，并因此离开领导岗位而前往苏联，在大清洗期间遭到迫害。1946年回国后历任东北局敌工部长等职务，中华人民共和国成立后历任中央人民政府委员、劳动部长等职。文革中受到冲击，1967年6月22日去世。1980年3月恢复名誉。 | 中共中央政治局委员                                                           | |
| 李沐英 |            | （1902－1993），湖南岳阳人。1925年考入北京女子师范大学，在三一八惨案中得以幸免。1926年6月加入中国共产党，后返回岳阳任教。中共五大会后前往莫斯科东方大学就读，因与王明发生争执而一度被开除出党。1930年回国后，先后于上海、延安、大连等地开展工作。中华人民共和国成立后历任中南区人民监察委员会副秘书长、中央监察部第一司司长等职，1958年因被打成“右派”而遭降职，文革中遭到迫害。1978年被平反并恢复名誉，后从轻工业部退休。1993年9月10日在北京病逝。 | 湖南省代表                                                                   | 以列席代表身份与会:103                                                                                    |
| 李嘉仲 |            | （1899？－1981），1923年至1925年就读于北京师范大学教育研究科，期间加入了中国青年共产团。1925年在四川经杨闇公介绍加入中国共产党，此后在四川从事军运工作。中共五大会后参加南昌起义，起义部队南下时因前往吉安养伤而与中共党组织失联。1928年后先后于四川、上海、浙江等地任教，抗日战争爆发后返回四川任教并从事地下工作，1938年恢复中共党籍。1945年加入中国民主同盟。中华人民共和国成立后历任重庆市教育局副局长、全国政协委员等职。1981年因病去世。 | 中共重庆地方委员会委员                                                       | 生年有1900年一说:99                                                                                       |
| 李启汉 | 李启汉肖像 | （1898－1927），湖南江华人。1917年就读于长沙岳云中学，在校期间参与五四运动。1920年在上海参与驱张运动，同年参加上海共产主义小组。1921年参与组织中国劳动组合书记部，1922年前往广州，为香港海员大罢工组织后援。此后返回上海参与工人运动，并先后两次被捕。1925年前往广州，当选为中华全国总工会执委兼组织部长参与领导省港大罢工。1927年3月当选为中共五大代表，在四一五事变中被捕，随后被杀。 | 中华全国总工会干事局党团书记                                                 | 与会前夕被杀:42-46                                                                                        |
| 李求实 | 李求实肖像 | （1903－1931），湖北武昌人。1918年参加恽代英领导的互助社，次年参与五四运动。1922年加入中国共产党，1923年参加京汉铁路大罢工。1924年前往莫斯科东方大学学习，1925年回国，先后在河南、广东、湖南担任党团职务。中共五大会后被派往广州担任团中央南方局书记，因拒绝立刻组织力量暴动而被免职并留团查看。1928年重新担任团中央宣传部长，担任《上海报》主编，并编译了多本著作。1931年1月18日在东方旅社被捕，2月7日被杀于上海龙华。 | 湖南团省委书记                                                               | 左联五烈士之一，龙华二十四烈士之一                                                                        |
| 李维汉 | 李维汉肖像 | （1896－1984），湖南长沙人。1919年赴法国勤工俭学。1922年参与发起成立旅欧少年共产党，同年回国并加入中国共产党。1923年4月在湖南从事农民、工人运动工作。中共五大上当选为中共中央政治局委员。1927年10月返回上海重建党组织，曾负责在上海执行立三路线，六届四中全会上被王明撤销党内职务。1931年至1933年在苏联学习，回国后参加长征，在延安历任中共中央组织部长、中央党校校长等职务。1948年起担任统战部部长。文革中受到冲击，后恢复名誉。中共十二大上当选为中共中央顾问委员会副主任。1984年8月11日于北京逝世。 | 中央执行委员会委员                                                           | |
| 李哲时 | 李哲时肖像 | （1903－1997），湖北武汉人。早年就读于湖北省立女子师范学校，在校期间参与学运。1926年3月3日加入中国共产党，此后在武汉从事妇女运动。中共五大会后前往上海，与罗亦农相识并结婚。中共六大会后在上海从事党务工作，因和王明发生冲突而被开除党籍。抗日战争中参与成立中国战时儿童保育会。1943年在昆明加入中国民主政团同盟，1946年恢复中国共产党党籍。中华人民共和国成立后改名为李文宜，历任民盟中央副主席、中国妇联副主席等职。1997年5月9日病逝于北京。 | 湖北省妇女协会组织部部长                                                     | 与会时为列席代表:110                                                                                      |
| 李震瀛 | 李震瀛肖像 | （1900－1937），天津人。1913年考入南开中学，曾参与五四运动，并同周恩来等人发起成立“觉悟社”。1921年加入社会主义青年团，同年7月转为中共党员。之后前往上海、河南组织工人运动，并参与领导了二七大罢工。之后前往哈尔滨从事党务和宣传工作，1926年在上海前后三次领导工人起义。中共五大上被选为中共中央候补委员。中共六大后在上海、山东从事工人运动工作，1931年因抵制王明上台而被开除出党。1932年一度被逮捕，出狱后返回天津，发表了不再参加革命活动的声明。1937年病逝于天津。 | 中共上海区委主席团成员                                                       | 生年有1896年一说                                                                                          |
| 林钧   | 林钧肖像   | （1897－1944），江苏川沙人。1924年考入上海大学社会系，同年加入中国共产党。1925年参与五卅运动，次年参与上海工人三次武装起义。中共五大会后参加南昌起义，随部队转移时掉队，之后辗转返回上海领导农民运动。1930年被南京国民政府逮捕，1934年被邵力子保释出狱。后以教职作掩护从事地下工作。抗战爆发前夕为八路军从事军事组织和情报工作，后在川沙、崇明开展抗日武装游击斗争。1941年前往浙东国民党江南挺进总队工作，1944年被国民党特务暗杀。 | 上海特别市临时市民政府委员兼秘书长                                           | |
| 林育南 | 林育南肖像 | （1898－1931），湖北黄冈人。1915年就读于武昌中华大学附中，1917年10月，参加恽代英创建的“互助社”，并参与了五四运动。1922年初加入中国共产党。1924年前往上海参加党务工作，后参加五卅运动。1926年前往广州参加第三次全国劳动大会和中共四大，会后前往湖北开展党务工作。中共五大会上当选为中共中央候补委员，会后担任中共湖北省委宣传部长，之后前往上海担任中共沪东区委书记。1931年在上海东方旅社被捕，2月7日于上海龙华被杀。 | 中华全国总工会执行委员，中共中央工人部秘书:118                               | 龙华二十四烈士之一                                                                                        |
| 刘伯庄 |            | （1895－1947），四川南充人。1919年考入北京大学，1920年赴法国勤工俭学。1922年加入中国少年共产党，1923年转为中国共产党党员。1924年回国后在北京展开团务和党务工作。中共五大会上当选为中共中央委员会候补委员，会后返回北京，历任中共北京市委书记、中共顺直临时省委常务委员、中共湖北省委书记等职务，同年3月因武汉党组织被严重破坏而赶赴上海。1929年因参与托派活动而被开除党籍，1932年前往北京以写作谋生。抗日战争时期在湖南、重庆等地从事教育经济研究工作。1947年病逝于重庆。:122 | 中共北京地方执行委员会书记:122                                               | |
| 刘昌群 |            | （1902－1948），湖北黄陂人。1921年就读于私立武昌中华大学，1922年加入中国共产党。此后在湖北和上海参与党团工作，四一二事变之后自上海返回武汉。并参加中共五大。会后历任共青团湖北省委书记、中共第五届中央委员会党报委员会委员等职务，1927年11月因指控罗亦农犯右倾机会主义错误而被调离湖北省团委，前往上海参与共青团中央工作。1929年因对立三路线不满而脱党。后重新与中共党组织取得联系，在抗日战争期间于广西负责对白崇禧的抗日统战工作。1948年病逝于香港。:406 | 上海共青团南市部委书记:406                                                   | |
| 刘尔崧 |            | （1899－1927），广东紫金人。1918年考入广东省立第一甲种工业学校，在校期间参与五四运动。1920年和阮啸仙发起成立广州社会主义青年团，1921年参加广东早期共产党组织，同年8月正式入党。毕业之后参与广东的党团工作，并领导顺德、广州等地的工人运动。1923年参加中共三大。1924年组建了工人武装广州工团军，之后率领该武装参加了广州商团事变。此后参与领导沙面工人大罢工、省港大罢工等多次罢工活动。四一五事变中被捕，1927年4月17日被杀。:83-86 | 中华全国总工会广州办事处负责人:124                                           | 与会前夕被杀:42-46                                                                                        |
| 刘峻山 |            | （1899－1985），江西吉安人。1916年进入江西省立第一师范学校就读，在校期间参加五四运动。1923年进入上海大学就读，1924年加入中国共产党，随后参加五卅运动。先后在上海、江西、广东参与党团工作，中共五大上当选为中央委员会检察委员会委员。同年参加南昌起义，起义失败后于上海、浙江、江西开展党务工作。1931年因反对王明而脱党，改为供职于南京国民政府地方政府。1947年参加中国民主同盟。中华人民共和国成立后，历任江西省第一届人民代表大会代表、江西省政协常务委员等职务。1985年4月18日病逝于南昌。:113-116 | 中共江西区执行委员会青年部部长:115                                           | |
| 刘少奇 | 刘少奇肖像 | （1898－1969），1920年加入中国社会主义青年团，1921年赴莫斯科东方大学学习期间加入中国共产党。1922年回国，先后领导了粤汉铁路工人大罢工和安源路矿工人大罢工。此后在上海、湖北组织工人运动工作。中共五大上当选为中央委员，会后先后于上海、天津、沈阳从事党务工作，1933年前往中央苏区，后参加长征至陕北。抗日战争时期先后领导多个抗日根据地，解放战争期间担任中共中央工作委员会书记。中华人民共和国成立后，历任中共中央副主席、全国人大常委会委员长、国家主席等职务。文革中受到迫害，1969年11月12日去世于开封。1980年恢复名誉。 | 中华全国总工会秘书长                                                         | |
| 陆沉   |            | （1900－1941），湖北黄冈人。早年就读于私立武昌中华大学中学部，在校期间参加五四运动。1921年加入中国共产党。1922年当选中国社会主义青年团湖北临时区委候补委员。二七大罢工后前往安源从事工人运动工作，之后随北伐军回到武汉开展农民运动。中共五大上当选为大会农民土地问题委员会成员，会后前往江西、江苏、北京等地从事党务工作。后参加托派活动而被开除党籍。1935年加入中统。1938年起担任国民政府鲁东行政公署主任。1941年因国民党内讧而被蓝衣社杀害于山东莱阳。:492 | 湖北省农民协会委员长:492                                                     | |
| 陆定一 | 陆定一肖像 | （1906－1996）,1922年就读于南洋大学，1925年加入中国共产党，此后从事团务和宣传工作，曾参加五卅运动。中共五大会后前往广东等地参与团务工作，共青团五大上当选为团中央宣传部部部长。1931年前往中央苏区，后随红军参加长征至陕北。抗日战争爆发后担任八路军总政治部宣传部部长，解放战争时期起担任中宣部部长。中华人民共和国成立后历任国务院副总理、文化部部长等职务，文革期间遭到迫害并被关押，1979年6月被释放并得到平反。此后历任第六届全国政协委员会副主席、中央顾问委员会常委。1996年5月9日逝世于北京。:493 | 共青团中央宣传部部员:493                                                     | |
| 罗珠   |            | （1902－1970），广东顺德人。早年在香港上学，并成为一名船厂技工，1920年起在香港参加多次罢工活动。1922年前往广州石井兵工厂工作，1924年加入中国共产党，1925年成立中共香港支部，此后从事工人运动工作，并组织了省港大罢工。中共五大上当选为中央委员，七一五事变之后脱离中共党组织前往新加坡谋生。抗日战争胜利后返回香港九龙船厂做工。1958年返回广州，1962年在广东建筑科学研究所任技工、钳工。1967年被选为该研究所的革命委员会委员。1970年7月退休，当年11月2日因肺气肿在广州病逝。:162-164 | 中共香港地方执行委员会委员:163                                               | |
| 罗亦农 | 罗亦农肖像 | （1902－1928），湖南湘潭人。1920年被陈独秀推荐入上海外国语学社学习，同年加入上海社会主义青年团。1921年前往莫斯科东方大学学习，当年加入中国共产党。1925年3月回国后前往广州参加广东区委工作，同年10月在北京主持中共中央北方党校工作。1926年前往上海组织工人运动工作，并参与了上海工人的三次武装起义。四一二政变后前往武汉，中共五大上当选为中共中央委员，会后先后担任中共江西、湖北省委书记，中共中央长江局书记等职务。1928年4月15日在上海被捕，当月21日于上海龙华被杀。 | 中共上海区委书记                                                             | |
| 罗章龙 | 罗章龙肖像 | （1896－1995），湖南浏阳人。1918年与毛泽东等人发起成立新民学会，当年8月考入北京大学文学院，在校期间参与五四运动。1920年在北京加入共产党早期组织，同年11月加入北京大学社会主义青年团，此后在北京领导工人运动。曾出席中共三大至中共六大，其中在中共五大上当选中央委员，并于会后参与领导秋收起义。六届四中全会前后组织成立中央非常委员会，并因此被开除党籍。1934年起先后于河南大学、西北大学、湖南大学等校任教，中华人民共和国成立后历任第五、六、七届全国政协委员。1995年在北京逝世。 | 中共武汉市委书记、中共湖北区委宣传部部长                                     | |
| 毛泽东 | 毛泽东肖像 | （1893－1976），湖南湘潭人。曾参加辛亥革命的新军，1918年毕业于湖南第一师范学校。1920年在湖南创建早期共产主义组织。1921年出席中共一大，之后领导长沙、安源等地工人运动。国共合作期间从事农民运动工作，曾担任国民党中央宣传部代理部长。八七会议上提出革命武装夺取政权的思想，之后领导秋收起义，并先后主持井冈山根据地和中央苏区工作，期间一度被王明排斥出中共中央。后随红军长征至陕北，途中于遵义重新取得中共中央领导权。抗日战争期间被选举为中共中央政治局主席，七届一中全会上当选中共中央主席。中华人民共和国成立后当选为中央人民政府主席。1966年发动文化大革命。1976年9月9日于北京逝世。 | 中共中央农民运动委员会书记                                                   | |
| 潘心源 |            | （1903－1931），湖南浏阳人。1921年考入长沙岳云中学，在校期间加入中国社会主义青年团。1923年加入中国共产党，之后在湖南开展农民运动工作。中共五大会后一度率领浏阳农军攻打长沙，9月参加秋收起义，并于之后担任中共湘东特委副书记。1929年在赴莫斯科学习途中滞留上海。1930年当选为红四、五、六军总前委常委，主持工作期间错杀王佐和袁文才。当年7月前往浙南发展红十三军。1931年12月在玉环县被捕，当月4日被杀。:8-10 | 中共浏阳县委书记:8-10                                                        | |
| 潘云波 |            | （1902－1979），海南文昌人。1917年就读于文昌县立中学，在校期间参加五四运动。1921年考入广东农业专门学校，1924年加入中国社会主义青年团，五卅运动期间转为中共党员。此后在广东和南洋从事工人运动工作，1927年因被通缉而被迫回国，中共五大会后在南洋、香港、上海从事党务工作，1931年至1937年被南京国民政府关押。后前往延安中共中央党校学习，毕业后返回香港从事党务工作。1946年返回香港，1947年起以商人为公开身份从事地下工作。中华人民共和国成立后，先后在广西、广东担任党政职务，1979年病逝。:57-63 | 共青团南洋委员会委员长:57-63                                                 | |
| 彭公达 |            | （1903－1928），湖南湘潭人。1923年考入湘潭县中学附设师范班，1924年加入中国共产党，之后在湘潭从事党务工作。1926年3月前往广州参加农民运动委员会，被聘为农民运动讲习所职员。同年7月返回湘潭，为迎接北伐军做准备。北伐军进入湘潭后担任中共湘潭地委委员，负责军事工作。中共五大会后返回湖南建立临时省委。八七会议后回到长沙组织秋收起义，同年10月担任中共湘西特委书记，11月上旬被错误批判，领导职务被撤销。1928年7月在安源被国民政府逮捕，同年8月7日于长沙被杀。:593 | 中共湖南区委委员:593                                                         | |
| 彭述之 | 彭述之肖像 | （1895－1983），湖南隆回人。1919年考入北京大学文学院，在校期间参与五四运动。1920年加入社会主义青年团，1921年前往莫斯科东方大学学习，同年转为中共党员。1924年回到上海后主编中共机关刊物，兼任上海大学教授。1925年与陈碧兰结婚。中共四大上被选入中央局，负责宣传工作。中共五大上因其路线问题被瞿秋白等多名代表公开指责，但仍于会上当选中央委员。1929年11月因参加托派活动被开除党籍，后参与成立托派组织。1932年至1937年被南京国民政府关押，出狱后成为中国托派领袖。中华人民共和国成立后自香港辗转至法国，后脱离第四国际前往美国。1983年11月18日于美国逝世。:120-124 | 中共中央政治局委员:120-124                                                   | |
| 彭湃   | 彭湃肖像   | （1896－1929），广东海丰人。1917年于早稻田大学留学，1921年5月回国并加入中国社会主义青年团，1922年起在海丰从事农民运动工作。1924年转为中共党员。1925年率领当地农民配合国民革命军东征。中共五大会后参与南昌起义，起义失败后率领部分部队建立了海陆丰苏维埃政府。八七会议上当选中共临时中央政治局委员，中共六大上当选为中央政治局委员。不久前往上海担任中共中央农委书记，兼任中共江苏省委常委会委员、军委书记。1929年8月24日在上海参加江苏省委军委会议时被捕，8月30日于上海龙华被杀。 | 中共中央农委委员:156                                                         | |
| 区梦觉 | 区梦觉肖像 | （1906－1992），广东南海人。1922年进入广州坤雅女子中学就读，1925年参与省港大罢工。1926年1月加入中国共产党，此后在广东从事妇女解放运动。中共五大会后参与广州起义，后在中共广东省委负责学生和工人运动。1932年至1937年被南京国民政府关押，出狱后先后于广东、延安、东北等地从事党务工作。中华人民共和国成立后，历任中共中央妇女委员会委员、中共广东省委组织部部长等职务，文革中受到冲击，十一届三中全会后恢复名誉。1982年当选为中共中央顾问委员会委员，1992年3月病逝于广州。:233 | 广东妇女解放协会执行委员会主任:233                                           | |
| 任弼时 | 任弼时肖像 | （1904－1950），湖南湘阴人。1920年加入中国社会主义青年团，1922年转为中共党员。中共五大上当选为中央委员。八七会议上主张土地革命，被选为中共临时政治局委员。六届四中全会上当选为中共政治局委员，1935年随红二、红六军团长征至陕北，抗战爆发后担任中共中央军委华北分会委员、八路军政治部主任，1940年参加中共中央书记处工作，1941年9月担任中共中央秘书长。七届一中全会上当选为中央政治局委员、书记处书记。1949年担任中国新民主主义青年团中央名誉主席。1950年10月27日病逝于北京。 | 共青团中央总书记                                                             | |
| 阮啸仙 | 阮啸仙肖像 | （1897－1935），广东河源人。1921年加入广东的共产党早期组织，1922年在广东筹备成立社会主义青年团广东区委员会，并担任团区委书记。之后从事农民运动工作，中共五大上当选为中央监察委员会候补委员，会后继续从事农民运动工作。1930年调任中共中央机关，1931年11月当选为中华苏维埃共和国中央执行委员会委员，兼审计委员会主席。1934年中央苏区红军主力长征后，留守当地领导游击战争，担任中共赣南省委书记兼赣南军区政治委员。1935年3月在马岭战斗中指挥部队突围时阵亡。 | 中共中央农民运动委员会委员                                                   | |
| 苏兆征 | 苏兆征肖像 | （1885－1929），广东香山淇澳岛人。1908年加入同盟会，与林伟民等人在香港组建中华海员工业联合总会，1922年领导香港海员大罢工。1925年加入中国共产党，此后继续从事工人运动工作，期间领导省港大罢工。1927年春担任武汉国民政府劳工部部长，中共五大上当选为中共中央委员和中央政治局候补委员。八七会议上改为临时中央政治局常务委员，会后赶赴上海，领导中华全国总工会和中央财务小组。之后赴莫斯科参加中共六大等多场会议，1929年2月回到上海，当月25日在上海病逝。 | 中华全国总工会执行委员会委员长                                               | |
| 谭平山 | 谭平山肖像 | （1886－1956），广东高明人。早年加入同盟会，1917年进入北京大学哲学系学习，在校期间参加五四运动。1920年在广东创建共产主义小组，中共成立后担任中共广东支部书记。中共五大上被任命为中央政治局委员兼农民部长。会后参加南昌起义，同年11月被开除中共党籍。1930年在上海要求恢复中共党籍未果后，一度参与组织第三党。抗战爆发后抵达武汉，并恢复了中国国民党党籍。抗战结束后因反对蒋介石且未能恢复中共党籍，而在香港参与民革的创建。1949年当选为第一届中国人民政治协商会议委员兼主席团常务委员。中华人民共和国成立后历任中央人民政府委员、中央人民政府政务院政务委员等职务。1956年4月2日于北京病逝。:155-157 | 中共中央执行委员:156                                                         | |
| 田波扬 |            | （1904－1927），湖南浏阳人。1921年考入长沙楚怡工业学校，1922年加入中国社会主义青年团，并参加多场学生运动。1923年5月转为中共党员。1924年起开展农民运动，后重新开展学生运动。1925年7月考入中国大学文科，后因经济紧张退学。1927年在武汉参加中共五大和共青团四大，会后担任共青团湖北省委书记。马日事变后返回湖南进行地下活动，5月底被唐生智所部逮捕，当年6月6日于长沙被杀。:190 | 共青团湖南区执委书记:190                                                     | |
| 王根英 | 王根英肖像 | （1906－1939），上海人。11岁其在纱厂做工，1924年进入思恩义务夜校读书，1925年加入共青团，此后从事工人运动，同年转为中共党员。1926年前往中共杨树浦部委从事妇女运动。此后参加上海工人的三次武装起义，四一二事变后前往武汉参加中共五大，期间与陈赓结婚。会后与陈赓一同返回上海从事地下工作，1933年12月被南京国民政府逮捕，抗战爆发后出狱并前往八路军总政治部。1938年调任一二九师供给部财经干校政治指导员。1939年3月8日在冀南反扫荡战斗中阵亡。 | 上海代表                                                                     | |
| 王荷波 | 王荷波肖像 | （1882－1927），福建福州人。1922年在南京加入中国共产党，后曾参加中共三大、四大。1923年9月担任中共上海区委委员长兼中共中央工委书记，领导江苏、上海的铁路工人、海员运动。1925年2月当选为中华全国铁路总工会委员长。北伐战争期间在福建策动海军第一舰队加入国民革命军，随后返回上海参加上海工人第三次武装起义。中共五大上当选为中共中央监察委员会委员，八七会议上当选为政治局委员。之后前往北京担任中共中央北方局书记，不久被捕，11月11日深夜于北京安定门外被杀。 | 中共中央候补委员，中华全国总工会执行委员                                     | |
| 王鸿钧 |            | （1909－1929），山西临猗人。1923年考入山西省立第一中学，在校期间参加学运。1924年加入中国社会主义青年团，1925年转为中共党员，同年参加五卅运动。当年冬天到运城从事党务工作，1926年进入中共北方区委党校学习，毕业后返回山西临汾、太原、汾阳等地从事党务工作。中共五大会后担任中共山西省委委员、组织部部部长，着手回复山西党组织。1928年因中共山西省委被破坏，而未能接到参加中共六大的通知。1929年前往苏联学习，同年病逝于莫斯科。:188-189 | 中共太原地委农民运动委员会书记:188-189                                       | |
| 王若飞 | 王若飞肖像 | （1886－1946），贵州安顺人。1918年就读于明治大学，1919年回国参加五四运动，同年10月赴法国勤工俭学。1922年参与组建中国少年共产党，同年加入法国共产党，8月转为中共党员。1923年3月前往莫斯科东方大学学习。1925年回国后历任中共豫陕区委书记等职。1927年4月随中共中央前往武汉，中共五大上当选为大会秘书处主任，同年7月出任中共江苏省委代理书记。中共六大之后回国组织中共西北特委，之后被捕，1936年7月被营救出狱。1937年抵达延安并负责统战和宣传工作，1944年前往重庆，并于之后参与国共谈判。1946年4月8日因所乘飞机在山西黑茶山失事而遇难。 | 中共中央秘书长                                                               | |
| 王亚璋 |            | （1904－1990），浙江定海人，早年在上海做工，1924年进入上海大学补习班学习。1925年1月加入中国共产党，同年在上海总工会负责女工工作。1926年3月起历任中共上海区委委员件妇女部主任、中华全国总工会执行委员会委员等职务。中共五大会后辗转至菲律宾从事革命活动，抗日战争期间参加菲律宾华侨抗日游击支队，负责教育日俘。1946年随菲侨党组织撤回香港，1949年3月回国，进入中共中央统战部二处工作。中华人民共和国成立后于中共中央对外联络部就职，1990年2月14日在北京逝世。:791 | 中共湖北区委妇女委员会委员:791                                               | |
| 王仲一 |            | （1901－1931），山西天镇人。就读于山西省立第三中学期间参加五四运动。1921年参与成立太原地区社会主义青年团，同年转为中共党员，此后从事铁路工人和煤矿工人运动工作。1923年参与二七大罢工，同年前往广州参加中共三大，会后前往上海、北京、内蒙古、张家口等地参与工运和党建工作。中共五大会后参加南昌起义，随后担任中共顺直省委常委，并组织玉田暴动。1929年因其在玉田暴动中负有领导责任而被免除党内职务，1930年被开除党籍。1931年在天津被捕，同年10月31日在北平狱中病逝。 | 中共武汉市委委员                                                             | |
| 吴澄   |            | （1900－1930），云南昆明人。1924年毕业于云南女子师范学校，并参与组织了妇女运动组织“女子合作团”。1925年加入共青团，并建立了云南妇女第一个团支部。1926年8月转为中共党员，此后历任中共云南特支书记等职务。中共五大会后回到云南从事党务工作，并先后担任了中共云南特委书记，中共云南省临时委员会委员、审查委员，中共云南省委委员等职务，从事党务工作和妇女运动工作。1929年10月24日被捕，同年12月31日于昆明北校场被杀，當时尚有身孕。:621-624 | 中共云南临时工作委员会委员:621-624                                           | |
| 吴芳   |            | （1899－1930），湖南华容人。1916年转入船山学校就读，同年10月经毛泽东介绍加入中国社会主义青年团。1921年前往莫斯科东方大学学习，同年转为中共党员。1925年回国后参与五卅运动，次年担任中共闸北部委书记兼工人部长。1926年9月调任山东，历任中共山东地委书记等职务。中共五大会后返回山东重建党组织，1927年9月因被通缉而前往青岛，1928年调回上海，1929年调往湖北。1930年负责重建中共湖北党委，同年7月被捕，9月16日被杀于武汉。 | 中共山东执委书记                                                             | |
| 吴克坚 | 吴克坚肖像 | （1900－1986），湖南平江人。1924年加入中国共产党。曾于北伐战争期间组织农民武装，中共五大会后参与秋收起义，1929年转移至上海特科工作。1932年至1936年赴苏联学习，同时兼顾旅欧华侨的统战工作。抗战爆发后回国，历任中共长江局副秘书长、中共中央南方局委员等职务。抗战胜利后负责南京、上海等地的情报工作。1949年起历任中共上海市委委员、中共中央华东局统战部副部长等职务，1955年担任全国人大常委会副秘书长。文革中受到迫害，十一届三中全会后得以平反。1980年当选为全国人大法制工作委员会委员，1986年12月4日病逝于北京。:204-205 | 中共平江县委委员:204                                                         | |
| 夏曦   | 夏曦肖像   | （1901－1936），1917年就读于湖南省立第一师范学校，在校期间参加五四运动。1921年加入中国社会主义青年团，同年转为中共党员，此后长期从事学运工作和党团工作，历任团中央执行委员、团湖南区委书记等职务。中共五大会上被选为中央委员，会后参加南昌起义，部队南下时前往上海。1928年5月前往莫斯科中山大学学习，1930年回国，1931年6月前往洪湖苏区主持党务工作，期间推行肃反扩大化，导致红二军团遭受巨大损失。1935年参加长征，途中于1936年在贵州统战民间武装，当年2月28日在毕节七星关附近坠河溺亡。:19-24 | 共青团中央委员:20                                                            | |
| 向警予 | 向警予肖像 | （1895－1928），湖南溆浦人。1916年在家乡创办溆浦县立女校，1919年12月赴法国勤工俭学。1922年回国后加入中国共产党，中共二大和三大上当选为候补中央执行委员，三大后担任中央妇女部部长，此后组织上海的妇女运动和工人运动工作。1925年10月前往莫斯科东方大学学习，1927年回国后在中共汉口市委宣传部和中共湖北省委宣传部工作。中共五大会后继续留在武汉，1928年3月20日在武汉被捕，同年5月1日被杀。 | 中共汉口市委宣传部部员                                                       | |
| 向钧   |            | （1906－1928），湖南平江人，杨开慧的表弟。1921年考入长沙岳云中学，在校期间参加学生运动。1923年春加入中国共产党。此后负责长沙的学运工作，期间参加了五卅运动。1925年11月起担任共青团湖南区委候补执行委员，1926年9月前往衡山筹建党组织。中共五大会后前往湘潭恢复党组织，并担任中共湘潭县委书记。八七会议后组织年关暴动，1928年1月在长沙参加秘密会议时被捕，当月24日于长沙教育会坪被杀。:10-11 | 中共衡山地委书记:10-11                                                       | |
| 向忠发 | 向忠发肖像 | （1880－1931），上海人，祖籍湖北汉川。青年时期在武汉做工。1922年加入中国共产党，此后长期于武汉从事工人运动工作。中共五大上当选为中央委员，八七会议上当选为临时中央政治局委员，会后随中共中央前往上海。1927年10月在前往莫斯科，担任中共驻共产国际代表，中共六大上当选为中央政治局主席。1928年底回上海，后参与推行立三路线。1931年6月22日，在上海法租界被巡捕房逮捕，随即叛变，被引渡至淞沪警备司令部后，于当月24日被枪杀。 | 中共湖北区委执行委员                                                         | |
| 项英   | 项英肖像   | （1898－1941），湖北武昌人，早年做过织布工人。1922年加入中国共产党，同年出席中共二大。后曾领导二七大罢工，1924年在上海组织工人运动。中共四大上当选为中共中央职工运动委员会成员，并领导五卅运动。1926年返回湖北领导工人运动。中共五大会后返回上海，历任中共江苏省委书记、中共中央长江局书记等职务。1930年10月前往中央苏区，历任中央苏区中央局代理书记、中华苏维埃共和国临时中央政府副主席等职务。红军主力长征后留在江西开展游击斗争，抗战爆发后，担任新四军副军长兼中共中央东南分局书记。1941年皖南事变中率部突围时，被其副官刘厚总杀害。 | 湖北总工会党团书记                                                           | |
| 萧三   | 萧三肖像   | （1896－1983），湖南湘乡人。1918年和毛泽东等人组织新民学会，1919年参加五四运动。1920年赴法国勤工俭学，并加入中国少年共产党。1922年加入法国共产党，同年转为中共党员。1923年前往莫斯科东方大学学习。1924年夏天回国，历任共青团湖南区委书记、中共张家口地委书记等职务。1926年前往上海组织三次工人起义，中共五大会后前往莫斯科东方大学任教，1930年加入中国左翼作家联盟。1939年春返回延安，历任鲁迅艺术学院编译部主任、陕甘宁边区文协常委、中共中央宣传部文委委员等职务，1946年担任华北文协主任。中华人民共和国成立后历任中国作家协会书记处书记、顾问，文化部对外联络局局长等职务。1983年2月4日病逝于北京。:3189 | 共青团中央组织部长、代理书记                                                 | |
| 萧楚女 |            | （1891－1927），湖北汉阳人。1911年随第一镇新军参加武昌起义，交战中一只耳朵被炮声震聋。1915年起担任《大汉报》编辑和《崇德报》主笔。1919年参加恽代英组织的“利群书社”，随后在襄阳和宣城担任教职，返回武汉后于1922年加入中国共产党。之后前往四川任教，1924年前往上海，同年8月前往四川从事党团工作。1926年前往广州担任教职和报刊编辑等工作。1927年四一五事变中被捕，同年4月22日于广州南石头监狱被杀。 | 黄埔军校政治教官                                                             | 与会前夕被杀:42-46                                                                                        |
| 熊季光 |            | （1900－1973），湖南浏阳人。1918年毕业于长沙周南女子中学，曾参加新民学会。1920年赴法国勤工俭学，期间参加旅欧社会主义青年团支部，并于郭春涛结婚。1924年9月至12月担任共青团旅欧区执委编译委员会委员，次年1月升任为主任，之后回国前往中共中央机关工作。1926年秋前往湖南从事妇女运动工作。中共五大会后担任中共湖南省委委员，之后经上海前往日本，期间与中共党组织失联。1930年回国后先后居住于上海法租界和南京芦席营，抗战爆发后迁往成都，在四川农业改进所担任图书管理员。1973年病逝。:215 | 中共湖南区执委妇女运动委员会书记:215                                         | |
| 熊雄   | 熊雄肖像   | （1892－1927），江西宜丰人。1911年参加李烈钧所属的学生军，参与辛亥革命。二次革命失败后前往日本并加入中华革命党，后回国参与护国战争和护法战争。1919年前往法国留学，并参与组建中国少年共产党。后前往莫斯科东方大学学习，1925年回国进入黄埔军校，历任政治大队副大队长，政治部副主任等职务。1927年于四一五事变中被捕，5月17日晚被枪杀于广州。:156-165 | 中共广东区委军事部长，黄埔军校政治部主任:84                                  | 与会前夕被捕:42-46                                                                                        |
| 许白昊 |            | （1899－1928），湖北应城人。1917年进入武昌私立工业学校机械科就读，后考入浙江省立工业学校，因学费问题而辍学，之后前往上海打工。1921年8月参加中国劳动组合书记部工作。1922年加入中国共产党，当年5月前往广州参加第一次全国劳动大会，之后前往武汉领导工人运动工作，期间参与了二七大罢工。中共五大上当选为中共中央监察委员会委员，1927年8月调往上海领导工人运动工作，并担任中共江苏省委委员。1928年2月16日，因江苏省委被破坏而被捕，同年6月6日被杀。 | 中华全国总工会执行委员                                                       | |
| 薛六   |            | （1903－1930），广东广宁人。早年在广州当榨油工人，1922年加入广东省油业总工会，1923年加入中国劳动组合书记部南方分部，并参与工人运动。1924年回家乡组织农民运动，并于当年10月组建广宁县农民协会，组织农民自卫军。1925年加入中国共产党，之后继续从事农民运动工作。中共五大会后前往香港，向广东省委汇报会议情况。1928年1月在广宁县发起武装暴动，并成立了广宁县苏维埃政府。1929年起往返于香港澳门之间，从事工人运动。1930年春在香港被捕并被引渡回广州，同年在广州被杀。:222-223 | 广东省代表:222                                                               | |
| 杨阿根 |            | （？-？），仅知其参加了中共五大，其余生平不详。:224 | 上海代表:224                                                                 | |
| 杨匏安 | 杨匏安肖像 | （1896－1931），广东香山县南屏乡人。1911年前往日本留学，1916年回国并前往澳门任教。1918年迁往广州，在此接触并传播马克思主义。1921年加入中国共产党，此后从事宣传工作和工人运动工作，历任广东区团委代理书记等职务。中共五大会上当选为中共中央监察委员会委员，后返回广州参与组织广州起义，起义失败后前往南洋。1929年抵达上海从事宣传工作，1931年7月被捕，同年8月于上海龙华被杀。 | 中共广东区委监察委员                                                         | |
| 杨培生 |            | （1883－1927），江苏川沙人。早年在上海当钳工，后参加五四运动。1925年当选为祥生船厂工会会长，并参与五卅运动。同年9月加入中国共产党，此后从事上海的工人运动工作。1927年3月参与领导浦东和南市区的工人武装起义。中共五大上当选为中共中央监察委员会候补监察委员，同年6月当选为中华全国总工会执行委员，当月月底返回上海后被捕。1927年7月1日于上海龙华被杀。 | 上海总工会常务委员会代理委员长                                               | |
| 杨之华 | 杨之华肖像 | （1900－1973），浙江萧山人。早年就读于浙江女子师范学校，在校期间参加五四运动。1922年加入中国社会主义青年团，1923年考入上海大学。1924年与瞿秋白结婚，同年转为中共党员。婚后在上海从事妇女运动和工人运动工作，并参与了上海工人的三次武装起义。中共五大上当选为中共中央执行委员，中共六大后留在莫斯科，1930年回国后历任中共中央妇委委员等职。1935年被送往苏联工作，因与王明发生争执而一度被撤职。苏德战争爆发后回国，在新疆一度被盛世才扣押，返回延安后参加土地改革工作。中华人民共和国成立之后，历任中华全国总工会女工部部长、全国妇联副主席等职，文化大革命中受到冲击，1973年10月20日在北京逝世，文革后名誉得到平反。 | 中共中央妇女委员会书记                                                       | |
| 易礼容 | 易礼容肖像 | （1898－1997），湖南湘乡人。1911年考入湖南省立商业专门学校，此后长期参加学运。1921年加入中国共产党，10月担任新成立的中共湖南支部委员，后从事工人运动和农民运动。中共五大上被选为中央委员。马日事变后留在湖南从事地下工作，1928年3月在前往上海途中遭到国民政府追捕而脱党，1934年重新加入中国国民党。抗战爆发后在国民政府中任职，1943年起担任中国劳动协会书记长。1946年8月前往香港负责劳动协会总部的工作。1948年被选为中华全国总工会第七届执行委员、常务委员。中华人民共和国成立后，历任第一届至第三届全国人大代表、第二届和第三届全国政协委员、第四届至第七届全国政协常务委员等职务。1997年3月28日病逝于北京。:24-27 | 中华全国农民协会临时委员会委员:25                                            | |
| 尹宽   | 尹宽肖像   | （1897－1967），安徽桐城人。早年就读于芜湖省立第二甲种农业学校，在该校教师高语罕的支持下于1919年前往法国勤工俭学，1922年加入中国少年共产党，不久转为中共党员。1923年前往莫斯科东方大学学习。1924年回国后担任山东省委书记。1925年担任上海区委书记兼宣传部主任，后参加上海工人的三次武装起义。中共五大后先后在武汉、广东、安徽从事党务工作。1929年因参加托派活动而被开除党籍，抗日战争期间在安徽多地任教，1948年参与组织中国革命共产党。中华人民共和国成立后被捕，1965年获释，1967年7月11日在安徽桐城去世。 | 中共上海区委委员兼宣传部主任                                                 | |
| 恽代英 | 恽代英肖像 | （1895－1931），江苏常州人，生于湖北武昌。1918年毕业于私立武昌中华大学，后参加五四运动。1920年创办利群书社，1921年加入中国共产党。此后于安徽、四川等地从事教育和党务工作，1923年前往上海大学执教，并参与组织了五卅运动。1926年前往黄埔军校任职。中共五大会后参加南昌起义和广州起义。中共六大上当选为中共中央宣传部秘书长，1929年担任中共中央组织部秘书长。1930年因反对立三路线而被降职。1930年5月6日被南京国民政府逮捕，1931年其身份被顾顺章指认出，同年4月29日于南京被杀。 | 黄埔军校政治主任教官、中共特别委员会书记                                     | |
| 张国焘 | 张国焘肖像 | （1897－1979），江西萍乡人。1919年就读于北京大学，期间领导北京的五四运动。1921年作为北京代表出席中共一大，并当选为中共中央局组织主任。此后出席中共二大至六大，在二大、四大、五大、六大上当选为中共中央委员。1931年前往鄂豫皖苏区工作，期间执行肃反扩大化，导致红军严重损失。1932年10月率部西进，创建川陕革命根据地。长征期间于1935年9月自行创立“第二中央”，次年6月被迫取消“第二中央”率部北上至陕北。1937年9月被选举为陕甘宁边区政府代主席。1938年4月祭祀黄帝陵期间投奔国民党，随即被开除中共党籍。抗战胜利后担任国民政府行政院善后救济公署江西分署署长。1948年辗转台湾、香港等地，1968年前往加拿大，1979年于多伦多去世。:245-247 | 中共湖北区委书记:246                                                         | |
| 张金保 | 张金保肖像 | （1897－1984），湖北鄂州人，生于安徽芜湖。早年前往武汉做纱厂工人，1926年起参加工人运动，并于当年8月加入中国共产党。中共五大会后在武汉从事地下工作。中共六大上被选为中共中央委员，会后返回湖北，历任中共湖北省委委员、中共中央妇女委员会委员、中华全国总工会女工部长等职。中共六届四中全会上因与王明发生冲突而被开除党籍。1933年1月被南京国民政府逮捕，抗战爆发后出狱，1937年10月抵达八路军驻武汉办事处。1943年前往延安，并于1944年恢复党籍，1945年恢复中央委员职务。中华人民共和国成立后历任全国政协第二、三、四届委员，中华全国总工会执委等职务。1984年11月病逝于北京。 | 湖北省代表                                                                   | 大会开始前，联络人员错把另一位同一工厂且同名的男性党员当成了与会代表，导致真正的代表错过了大会开幕式。:73 |
| 张太雷 | 张太雷肖像 | （1898－1927），江苏常州人。早年于北洋大学就读，在校期间参与五四运动，并参加了李大钊创办的马克思学说研究会，1920年10月加入北京早期共产党组织。1921年初前往苏联工作，当年8月回国后历任第四届中共中央候补委员，第五届中央委员、中央政治局候补委员等职务，并参与创建了中国社会主义青年团。1925年前往广州工作，担任苏联政治顾问鲍罗廷的助手和翻译等职务。中共五大上当选为第五届中央政治局候补委员，会后出任中共湖北省委书记。八七会议上当选为中央临时政治局候补委员。会后担任广东省委书记、中共中央南方局书记等职务，之后领导广州起义，起义期间因遭遇伏击而阵亡。 | 中共广东区委宣传部长                                                         | |
| 张宗一 |            | （1897-？），河北文安人。1923年在天津直隶省立第一师范学校就读是加入中国共产党，之后在河北从事农民运动工作。中共五大会后返回河北从事地下活动，1929年在天津开办书社作为中共地下交通联络站。当年年底该书社被查封后与党组织失联。抗日战争初期出任河北霸县维持会会长，此后下落不明。:256 | 北方区代表:256                                                               | |
| 张佐臣 |            | （1906－1927），浙江平湖人。早年在上海做纱厂工人。1924年加入中国共产党，此后在上海从事工人运动。1924年8月21日当选为中共上海区委候补委员，同年10月当选中共南市部委书记。1926年当选中华全国总工会执委，后前往无锡开展党务工作。四一二事变后返回上海，负责恢复党组织和工会的工作。中共五大会上当选为中共中央监察委员会委员，并于之后的第四次全国劳动大会上再度当选为中华全国总工会执委。会后返回上海，当年6月29日被捕，两天后于上海龙华被杀。 | 中共上海区委委员                                                             | |
| 赵济猛 |            | （1904－1928），浙江东阳人。1920年前往宁波勤工俭学，1924年加入中国社会主义青年团，此后在宁波从事团务工作。1925年转为中国共产党党员。此后历任中国共青团江浙区委委员、共青团宁波地委书记等职。1927年前往上海从事党务工作，中共五大会后返回浙江筹建中共浙江省委。1927年10月前往上海中共中央汇报工作，当月返回杭州后被捕。1928年1月9日于杭州钱塘门被杀。:213-214 | 中共上海南市部委书记:213-214                                                 | |
| 赵世兰 |            | （1896－1969），四川酉阳人，赵世炎的三姐。1919年随家人迁往北京，1923年考入北京国立女子师范大学，此后在北京参加学生运动，1926年在上海加入中国共产党，之后返回北师大建立党组织。中共五大会后担任中共湖北省委秘书和武昌市委妇女委员会书记。1927年底前往莫斯科东方大学学习，期间因与王明发生冲突而受到处分。1930年回国后先后于上海、四川等地开展党务工作，一度于1939年前往延安参加中共中央妇女委员会工作。1946年底前往河北从事土改工作。中华人民共和国成立后历任历任中华人民共和国妇女联合会常委，中央国家机关党委委员，第一届、第三届全国人大代表等职务。文革中受到迫害，1969年1月8日在北京去世。1985年得以恢复名誉。 | 北方区代表:258                                                               | |
| 赵世炎 | 赵世炎肖像 | （1901－1927），四川酉阳人。1915年就读于北京国立高等师范学校附中，1919年加入少年中国学会，次年前往法国勤工俭学，1922参与组建了中国少年共产党，当年转为中共党员。1923年前往莫斯科东方大学学习，1924年回国，历任中共北京地委书记、北方区执行委员会宣传部长等职。1926年调任中共上海区委组织部主任，从事工人运动工作，并参与了五卅运动和上海工人的三次武装起义，1927年担任中共上海区执委委员。四一二事变后留在上海处理党务工作，中共五大上当选为中共中央委员，当年6月代理中共江苏省委书记，7月2日被捕，当月19日于上海枫林桥被杀。 | 上海区委代理宣传部长                                                         | 因在上海从事地下工作而未能赴会:42-46                                                                      |
| 郑超麟 |            | （1901－1998），福建漳平人。1919年赴法国勤工俭学，1922年参与创建中国少年共产党，1923年前往莫斯科东方大学学习，1924年2月加入中国社会主义青年团，不久转为中共党员。1924年回国后从事宣传和翻译工作，中共四大后出任中共上海区执委委员，1927年参加上海工人第三次武装起义。四一二事变后随中共中央前往武汉，并出席中共五大。会后出任中共湖北省委委员，当年随中共中央机关返回上海，先后在上海和福建从事党务工作，后因参与托派活动而被开除党籍。1931年至1937年被南京国民政府逮捕，出狱后继续从事托派活动，并翻译托派著作。1952年12月被中华人民共和国政府逮捕，1979年6月释放后出任上海市政协委员。1998年病逝于上海。:259-260 | 上海特别宣传委员会委员:260                                                   | |
| 郑复他 | 郑复他肖像 | （1904－1928），浙江诸暨人。1919年之后在杭州当排字工人，1923年加入中国共产党。1924年进入上海《商报》馆工作，1925年出任上海印刷工人联合会副委员长。五卅运动中领导印刷工人罢工。1926年11月担任水电、邮政工人联合会委员长，并继续从事工人运动工作。参与筹划上海工人第三次武装起义时一度被捕，后经营救出狱。四一二事变后前往武汉参与中共五大，会后返回上海，历任中共江苏省委临时常委、职工运动委员会主任等职务。1928年2月被南京国民政府逮捕，当年被杀。 | 上海市政工会委员长                                                           | 死亡时间有5月24日:370-371、6月1日:260-261和6月6日:322-325等说法                                           |
| 钟善辅 | 钟善辅肖像 | （1899－1930），四川涪陵人。1916年到重庆一家丝厂做学徒工，1918年进入成都警监专门学校就读。1921年参与创办工人夜校，1922年加入中国社会主义青年团，并被选为青年团成都地委候补执行委员。1923年转为中共党员，此后在成都、涪陵等地从事工人运动工作。中共五大会后返回四川途中一度被捕，出狱后在成都从事工人运动工作。1928年2月前往涪陵主持军委工作，之后前往丰都担任县委书记。1930年5月1日被捕，三天后于丰都被杀。:654 | 中华全国总工会驻川职工运动指导专员:262-263                                   | |
| 周恩来 | 周恩来肖像 | （1898－1976），原籍浙江绍兴，生于江苏淮安。1913年于天津南开中学就读，1917年前往日本留学。1919年回国后参加五四运动。1920年至1924年在法国和德国勤工俭学，期间发起成立中国少年共产党，1921年转为中共党员。回国后历任黄埔军校政治部主任、中共两广区委委员长等职务，1927年3月在上海领导上海工人第三次武装起义。中共五大后领导南昌起义，八七会议上当选为中共中央政治局候补委员。中共六大后返回上海，历任中共中央组织部长、中央军委书记等职。1931年12月前往中央苏区，历任中共苏区中央局书记、中国工农红军总政委等职务，后随红军主力参加长征，1936年前往西安处理西安事变。抗日战争期间担任中共中央代表和南方局书记。1945年在重庆参与谈判，并率领中共代表团留在重庆和南京。1946年11月返回延安，后担任中央军委副主席兼代理中央军委总参谋长。中华人民共和国成立后历任政府总理、外交部长、中共中央军委副主席等职务。1976年1月7日病逝于北京。 | 中共特别委员会委员、特别军事委员会委员:263                                   | 因在上海从事地下工作而未能赴会:42-46                                                                      |
| 周冷波 |            | （1910－1970），广东番禺人，生于香港。早年在纺织厂做工，1925年返回广州参加工人运动，当年10月加入共青团，数月后转为中共党员。1926年参加省港大罢工。中共五大后返回香港组织工会团体，后参加广州起义，起义失败后返回香港活动。1928年赴莫斯科参加中共六大，是这次大会中唯一一名女性代表。回国后在江苏省委从事妇女工作，不久与罗登贤结婚。后在上海、香港等地从事党务工作，1931年2月随罗登贤前往中共北方局工作。1932年返回上海。1934年一度与党组织失去联系，1937年辗转前往延安，历任陕甘宁边区托儿所所长、中央总务科保管员等职务。1946年起先后在东北、武汉担任职务，文革中一度被迫害，不久后恢复名誉。1970年12月20日逝世于武汉。:266-268 | 香港童子团执委会委员:267                                                     | |
| 周治中 |            | （1894－1931），江西临川人。1910年考入江西省立女子师范学校，毕业后留校任教。1921年加入中国共产党，此后长期在江西从事宣传工作。1925年配合北伐军攻克南昌城，之后担任南昌市妇女解放协会等职务。1927年3月前往武汉汇报陈赞贤被杀经过，同年作为江西代表参加中共五大，并于南昌起义后返回临川发动群众。1931年在抚州被捕，同年6月30日被杀。:109-110 | 中共江西省委妇女部长:110                                                     | |
| 庄文恭 |            | （1901－1965），浙江绍兴人。1918年就读于浙江省立第一师范学校，在校期间参加五四运动。1920年考入上海外国语学社，1921年1月加入中国社会主义青年团，后前往莫斯科东方大学学习，次年回国，并于1922年7月转为中共党员，此后在上海从事报刊编辑工作，后担任上海地委委员长。中共四大后在上海和杭州等地历任党内领导职务。中共五大上当选为中共中央委员会候补委员，会后担任新成立的中共浙江省委书记，1927年因身体不适等原因请辞，后与党组织失去联系。1928年起在上海从事税务工作，1949年解放军攻占上海后，先后担任华东军政委员会财政部副处长、政务院财政部税务总局会计处处长等职务。1965年病逝于北京。:89-92 | 中共杭州地委书记:89-92                                                       | |
| 卓兰芳 |            | （1900－1930），浙江奉化人。1914年考入宁波省立第四中学，后在宁波多校任教。1924年1月参加中国社会主义青年团，后在宁波开展工人运动。1925年夏转为中共党员。1926年起担任中共宁波地委委员兼工人运动委员会书记，并在宁波一带开展党务活动。中共五大会后返回杭州组织农民运动，后因活动暴露被迫转移。1928年3月起历任中共浙江省委常委、书记等职，并在浙江多地组织农民暴动。1930年10月29日在杭州被捕，同年11月24日于杭州被杀。:344-347 | 中共宁波地委委员:275                                                         | |

## 未确定代表资格人员名单
| 姓名   | 肖像       | 生平 | 与会时身份                                         | 备注                              |
| ------ | ---------- | --- | -------------------------------------------------- | --------------------------------- |
| 陈荫林 | 陈荫林肖像 | （1898－1927），湖北黄冈人，陈潭秋的弟弟。1918年考入北京大学西语英语专业，毕业后返回武汉担任英语教员，并在农村从事革命宣传工作，后参加二七大罢工。1923年加入中国共产党。北伐军占领武汉后，担任湖北省农民协会副委员长，并参与筹备武昌农讲所。中共五大会后前往九江，进入红二十军教导团。南昌起义之后，陈荫林带领一支宣传队在江西农村考察并宣传，行军途中因病逝世。 | 湖北省农民协会副委员长                             |                                   |
| 高语罕 |            | （1887－1948），安徽寿县人。1905年考入安庆陆军测绘学堂，同年进入早稻田大学留学，并加入中国同盟会。之后因参与抗议俄国入侵的游行而被遣送回国，参与多次革命党人起义，于辛亥革命期间结识陈独秀。中华民国成立后先后于多地担任教职，并参与新文化运动和五四运动。1920年，高语罕在北京加入北京共产主义小组和马克思主义研究会，后返回安徽省立第五中学任教。1922年赴德国哥廷根大学学习哲学，并参加中共旅欧总支部德国分部。1925年回国，出任黄埔军校政治教官。中共五大后因参与托派活动而被开除出党，1932年陈独秀被捕后逃往香港。1937年与陈独秀会合，次年一同前往重庆，以投稿为生。1948年病逝于南京。  | 黄埔军校政治教官                                   |                                   |
| 何资琛 |            | （？－1952），湖南安乡人。早年就读于北大法科，入党时间不详，1925年在北京和张家口从事党团工作。中共五大后参与组织秋收起义，起义后任中共湖南省委常委、组织局负责人。参加中共六大后回国，历任中共山东省委秘书长、上海总工会秘书长。后因参加托派活动而被开除出党，1931年被南京国民政府逮捕，1937年获释。出狱后前往四川任教，并照顾陈独秀的生活，直至陈独秀去世。中华人民共和国成立后，于1952年12月被逮捕判刑，当月病逝于上海提篮桥监狱。:78-79 | 中共湘潭地委书记:78                                |                                   |
| 黄锦辉 | 黄锦辉肖像 | （1903－1928），广西临桂人。1921年中学毕业后在六塘小学任教。1924年投考黄埔军校未果，改为投考军政部讲武堂，并通过了入学考试，同年9月与左权等人一同被划入黄埔军校第一期。1925年1月加入中国共产党，此后随国民革命军参加东征，回师后协助周恩来在校内开展工作。四一五事变后转入地下活动，并前往武汉参加中共五大。会后返回广州策划广州起义，起义失败后前往香港。1928年返回北江地区寻找撤出广州的起义队伍时被捕，不久后被杀。:489-493 | 中共广东区委委员:491                               |                                   |
| 李民   |            | （？-？），生平不详，仅知其与会时来自广东。:291 | 广东省代表，资格未定:291                           |                                   |
| 李子芬 |            | （1902－1935），湖北黄梅人。1920年考入苏州工业学校，1923年加入中国社会主义青年团，此后返回黄梅县从事团建活动，当年年底转为中共党员，并开始从事党建活动。1925年被选为中共武昌地委执委兼青年运动委员会书记，此后在武汉历任党内多职。中共五大后出席八七会议，1927年10月随团中央前往上海。1928年赴莫斯科参加中共六大，回国后从事地下工作，先后辗转上海、北京、奉天等地，中共满洲省委被破坏后一度被捕，九一八事变后返回上海。1932年被王明排挤至安徽任职，1932年8月被捕，1935年病逝于监狱。:210-219                                                                                             | 共青团湖北省执行委员会委员兼汉口市团委书记:210-219 |                                   |
| 廖如愿 |            | （1904－1973），湖南安化人。1921年考入旅鄂中学，1923年5月加入中国社会主义青年团，6月转为中共党员。此后于湖北、湖南历任党团职务。中共五大会后担任中共湖南省委委员兼农委书记，1928年6月前往奉天的中共满洲省委工作，期间与刘少奇恢复了被破坏的党组织，并先后多次被捕。1934年出狱时与中共党组织失联，后返回安化卖木炭为生。1948年在武汉贩茶时重新与中共党组织取得联系，随后返回湖南从事地下工作。中华人民共和国成立后，先后于汉口中国茶叶公司中南区公司等单位工作，文革中受刘少奇牵连而被关押4年半。1973年逝世于广东。1984年恢复名誉和党籍。:320-331                                          | 中共湘西地委书记:320                               |                                   |
| 龙大道 | 龙大道肖像 | （1901－1931），贵州锦屏人。1922年考入上海大学，1923年加入中国共产党。1924年赴莫斯科东方大学留学，1925年返回上海后从事工人运动，并参加了三次上海工人武装起义。四一二事变后前往武汉参加中共五大。会后流在湖北省总工会工作，七一五事变中被捕，之后越狱成功，此后继续在武汉活动。1928年武汉中共党组织被破坏后在上海、安徽、浙江等地从事党务工作，1931年1月17日在上海中山旅社被捕，2月7日于龙华被杀。:63-64 | 上海总工会常委会委员:63                            | 龙华二十四烈士之一                |
| 汪士楷 |            | （1894－1959），湖南醴陵人。1919年毕业于湖南省立第一中学，当年12月赴法国勤工俭学。1922年加入中国少年共产党，次年前往莫斯科东方大学学习。1924年转为中共党员并回国，此后在湖南、河南、湖北等地从事党建工作。中共五大会后担任中共江西省委书记，参加南昌起义。中共六大会后因参与托派活动而被开除党籍，此后在北平私立民國大學任教，后为陆军军官学校第六分校教官。中华人民共和国成立后历任湖南大学图书馆馆长等工作，1959年以反革命罪被判5年有期徒刑，当年12月于湖北潜江劳改农场病逝。1979年得以恢复名誉。:217-218                                                                               | 中共湖北省委组织部部长:217                         |                                   |
| 王家谟 |            | （1906－1927），浙江象山人。高小毕业后，于1923年受聘到丹城姜氏学堂担任小学教员，1925年加入中国共产党，并随即在象山县成立中共党支部，此后参加五卅运动。1926年调任宁波从事党务工作，后因四一二事变而前往武汉，并参加中共五大。会后返回浙江，在庄文恭辞职后代理中共浙江省委书记一职，后改任常委兼组织部主任。浙江省委被破坏后策划浙东暴动，因计划泄露而于1928年11月12日在温州被捕，当月18日被杀，被杀时身份并未暴露。:13-17 | 中共宁波地委委员兼组织部部长:15                    |                                   |
| 王一飞 | 王一飞肖像 | （1898－1928），浙江上虞人，1920年秋进入上海外国语学社学习，同年11月加入社会主义青年团。1921年前往莫斯科东方大学留学，后转至伏龙芝军事学院。1922年转为中共党员，在苏联期间翻译了多部著作。1925年回国后进入中共中央军委，北伐战争爆发后在江西等地从事侦查和策反工作，1927年参加上海第三次工人武装起义。四一二事变后与周恩来一同展开地下活动。中共五大上被选为中共中央委员。会后在武汉、长沙等地展开党务和军务工作，1927年12月10日在长沙举行灰日暴动失败后，于1928年1月11日被捕，当月18日被杀害于长沙。:9-13                                                                                | 中共中央军委委员:10                                | 因在上海从事地下工作而未能与会:11 |
| 王瀛   |            | （1905－1927），陕西神木人。早年考入山西省立第一中学，1922年加入中国社会主义青年团，1924年转为中共党员。此后在太原从事党建和学运工作，并参加了五卅运动。四一二事变后前往武汉参加中共五大，七一五事变后返回太原时被捕。1927年10月11日于太原新南门外刑场被杀。:14-17 | 中共太原地委委员:295                               |                                   |
| 温裕成 |            | （1908－1933），江苏人。早年在上海做工，五卅运动期间加入工会组织，北伐战争期间加入中国共产党，此后从事团务工作。1927年5月前往武汉参加中共五大。七一五事变后留守上海从事团务和党务工作，后前往莫斯科参加中共六大，返回上海后担任共青团中央组织部部长。1929年当选为中共中央政治局候补委员，1931年1月担任中共中央军委委员，两个月后因不遵守秘密工作规定而被开除公职，当年12月29日前往鄂豫皖边区担任共青团中央代表。1933年因犯右倾错误被下放至基层赤卫队工作，同年被国民政府捕杀。:84-86 | 资格未定代表:201                                   |                                   |
| 乌文献 |            | （？-？），热河喀喇沁右旗人。早年就读于热河中学，五四运动后进入北京师范大学读书。后在蒙藏学校任职，期间加入中国共产党。后一度返回喀喇沁王府发展党组织，被发现后逃回北京。中共五大会后在乌兰巴托参加内蒙古人民革命党特别会议，并留在蒙古人民共和国工作，此后下落不明。:70 | 内蒙古人民革命党中央执行委员:70                    |                                   |
| 吴雨铭 |            | （1898－1959），湖南长沙人。1918年就读于长沙长郡中学，毕业后前往北京，1920年考入北京大学法学院，此后在长辛店从事工运工作，1921年3月加入北京共产主义小组。1923年组织二七大罢工，期间一度被捕入狱，经营救出狱后从事宣传和工运工作，活跃于北京、上海、武汉等地。中共五大上被选为中共中央候补委员。七一五事变后先后在上海、南京、北京、唐山等地从事党务工作，中共六届四中全会后与罗章龙一同被开除出党。1934年投靠东北军，成为张学良的秘书。1940年加入中国国民党。1947年起在江西镇压工人运动，1950年被中华人民共和国政府逮捕并判处无期徒刑。1959年死于狱中。:176-179                           | 中共汉口市委书记:178                               |                                   |
| 邢仁娣 |            | （？-？），生平不详，仅知其原为上海老怡和厂的女工，中共五大会后下落不明。:297 | 上海市代表，资格未定:297                           |                                   |
| 徐玮   |            | （1903－1928），江苏海门人。1916年考入私立海门中学，因参加五四运动被开除。1920年考入苏州东吴大学，因在校内传播无神论思想被开除。后考入上海南方大学，在校期间加入社会主义青年团，1923年转为中共党员，此后在上海、浙江从事团务工作，并参加了上海市第三次工人武装起义。四一二事变后赴武汉参加中共五大和共青团四大，当选为团中央委员。会后前往浙江从事团务工作，1927年11月初被国民政府逮捕，次年5月3日被杀。:678 | 共青团江浙区委书记:678                             |                                   |
| 叶挺   | 叶挺肖像   | （1896－1946），广东惠阳人。1919年在漳州加入建国粤军，当年加入中国国民党。1924年赴莫斯科东方大学学习，当年10月加入共青团，两月后转为中共党员。1925年9月组建第四军独立团并担任团长，在北伐战争中指挥所部赢得“铁军”称号。中共五大会后先后领导南昌起义和广州起义，起义失败后经香港前往莫斯科参加中共六大，受王明排挤而退出共产党。此后辗转法国、德国和澳门多地，1933年参与了福建事变，抗日战争爆发后参与组建新四军，并担任军长。皖南事变中被国民政府逮捕，1946年3月4日获释并重新加入中国共产党，4月8日返回延安途中，因飞机失事在山西黑茶山遇难。:2-6                                         | 国民革命军第十一军第二十四师师长:375               |                                   |
| 张云逸 | 张云逸肖像 | （1892－1974），广东文昌人。早年就学于保定陆军军官学校，并加入了中国同盟会，参与过辛亥革命、护国战争和北伐战争，于1926年加入中国共产党。七一五事变后参加南昌起义，之后前往广州、香港从事地下工作。1929年12月领导百色起义，1931年7月率部前往中央苏区。后参加长征至陕北，1936年协助周恩来处理西安事变。抗日战争爆发后参与组建新四军，担任新四军江北总指挥兼前敌委员会书记。皖南事变后担任新四军副军长兼第二师师长。抗战胜利后历任华东军区副司令员等职务。中华人民共和国成立后担任中央人民政府委员、广西省人民政府主席等职，1955年被授予大将军衔。1974年11月19日病逝于北京。:304-305         | 国民革命军第四军第十二师参谋处长:304               |                                   |
| 周振声 |            | （？-？），北京延庆人。早年在京绥铁路做工，1921年参加京绥铁路大罢工，此后从事铁路工人运动，并发起成立京绥铁路车务工人同人会。1922年6月加入中国共产党，此后在张家口继续从事工人运动。中共五大上被选为中共中央监察委员会委员，七一五事变后在郑州、开封等地从事地下活动。1928年年初脱党后下落不明。:647 | 中华全国总工会执委会候补委员:647                   |                                   |
| 朱锦棠 | 朱锦棠肖像 | （1895－1966），湖南醴陵人。早年在安源煤矿做童工，1921年12月在李立三创办的工人夜校中学习。1922年6月加入社会主义青年团，当年转为中共党员，后参加安源路矿工人大罢工。此后长期从事工人运动工作。中共四大上当选为候补中央执行委员，会后返回安源。安源路矿工人俱乐部被封后转移至河南、北京等地从事工运活动。1928年起在上海从事营救被捕党员的工作，并以古玩店老板的身份作为掩护。1933年前往汕头建立交通站，1934年前往香港后与党组织失联。当年9月返回上海从事酒店管理工作，抗战爆发后参加难民救济会。1947年返回湖南老家，土地改革中被划为地主分子，1961年其劳动管制得以取消。1966年8月病逝。:223 | 资格未定代表:18                                    |                                   |
| 朱少连 | 朱少连肖像 | （1887－1929），湖南衡阳人。早年就读于湖北铁路学校，后在株萍铁路管理局担任火车司机，1921年加入社会主义青年团，1922年转为中共党员，此后从事铁路工人运动工作，期间与刘少奇领导了安源路矿工人大罢工。中共三大上当选为中共中央执行委员。安源路矿工人俱乐部遭到关闭后转移至广东和湖南等地从事工人农民运动。1926年北伐军占领安源后重新在安源组建工会。七一五事变后担任湖南工农革命军第一师第四团团长，并领导了株洲暴动，起义受挫后一度潜回衡阳当小学教员。1929年返回安源时被国民政府逮捕，1月8日于萍乡被杀。:220-221                                                                            | 中共株洲地委委员:220                               |                                   |
| 朱务平 |            | （1898－1932），安徽宿县人。1917年就读于宿县第二高等小学，后参加五四运动。1923年考入徐州培心中学，在校期间加入社会主义青年团，后转为中共党员，之后因参加学生运动而被校方开除学籍。此后在徐州、郑州、宿县等地从事工运和党务工作。1927年前往江浙一带从事农运工作。七一五事变后在安徽、徐州等地从事党务和兵运工作。1932年10月20日在凤阳县被国民政府逮捕，当年底于南京雨花台被杀。:95-99 | 中共江浙区委农民运动委员会委员:96                  | 其出生地现属濉溪县。:95           |

## 共产国际代表名单
| 姓名       | 肖像           | 生平 | 与会时身份                       | 备注 |
| ---------- | -------------- | --- | -------------------------------- | ---- |
| 罗易       | 罗易肖像       | （1887－1954），印度西孟加拉邦人。早年因参加反对英国殖民统治运动而多次被捕和逃亡，1919年接受社会主义，当年10月参与组建墨西哥共产党，1920年在塔什干成立最早的印度共产党组织。1926年出席共产国际执行委员会第七次全体会议，会后前往中国并出席中共五大，会议期间擅自将共产国际的《五月指示》电报副本转交给汪精卫。七一五事变后被共产国际召回，1929年被共产国际开除，1936年加入印度国民大会党，1940年竞选国大党主席失败后退党。1954年病逝于印度台拉登。:338 | 共产国际驻华首席代表:338         |      |
| 维经斯基   | 维经斯基肖像   | （1893－1953），出生于沙皇俄国维捷布斯克州。早年在一家印刷厂当排字工人，1913年前往美国，1915年加入美国社会党。十月革命爆发后抵达海参崴，并加入俄国共产党 (布尔什维克)，之后在中国发展共产主义运动，期间结识李大钊、陈独秀等人，并参与组建中国各地的共产主义小组。1921年升任为共产国际远东书记处负责人，并返回苏联。1926年前往中国处理中山舰事件，并因此遭受了共产国际内部的指责。中共五大会后主动申请返回苏联并得到允许，此后在苏联致力于马克思主义研究和中国革命研究工作。1953年病逝于莫斯科。                                                                               | 共产国际驻华代表                 |      |
| 米夫       | 米夫肖像       | （1901－1938），出生于沙皇俄国赫尔松省，16岁时加入俄国社会民主工党，之后在赫尔松省从事共青团团务工作，第一次世界大战结束后前往斯维尔德洛夫共产主义大学，1921年毕业后留校工作。1925年参与组建莫斯科中山大学，并在教学期间结识了就读于该校的王明。1927年3月率苏联共产党宣传工作者代表团抵达广州，并于之后参加中共五大。会后返回莫斯科中山大学，不久升任为校长。1928年6月参加中共六大。1930年12月以共产国际代表身份来华，并在中共六届四中全会上擅自起草会议决议案，将王明推选为中共中央政治局委员。1931年8月返回苏联，历任莫斯科东方大学校长等职务。1938年在大清洗中被秘密枪决。 | 苏联共产党宣传工作者代表团负责人 |      |
| 洛佐夫斯基 | 洛佐夫斯基肖像 | （1878－1952），出生于沙皇俄国叶卡捷琳诺斯拉夫省，早年曾做铁匠，1901年加入俄国社会民主工党，1909年至1917年在法国从事工会运动，1917年返回俄国出任全俄工会中央理事会书记，当年12月因反对列宁关于工会问题的观点被开除出俄共（布）。1918年起领导社会民主党人国际主义派，并于次年12月随该派别重新加入俄共（布）。此后继续从事工会工作，并参与共产国际活动，多次当选为共产国际执行委员会委员、主席团成员。中共五大会后返回苏联，历任苏联国家文艺书籍出版社社长等职务。1949年被捕，1952年于狱中去世。:661                                                                            | 共产国际执行委员会委员:661       |      |
| 汤·曼      | 汤·曼肖像      | （1856－1941），出生于英国沃里克郡，早年为冶金工人，1889年成为伦敦的码头工人领袖，1891年加入皇家劳工委员会，1894至1897年担任独立工党秘书，此后长期致力于工人运动工作。1902年至1910年辗转于新西兰和澳大利亚，参加当地的社会党活动。1910年返回英国后继续组织工运，并参与了多次罢工活动。此后他辗转于多国宣传共产主义，并多次被驱逐出境或逮捕。1920年他参与创建了大不列颠共产党。1927年出席了中共五大。1941年3月13日逝世于约克郡的格拉辛顿。 | 国际工人代表团成员:342           |      |
| 白劳德     | 白劳德肖像     | （1891－1973），出生于美国堪萨斯州。1906年参加美国社会党，1911年退党，并为北美工团主义同盟工作了3年。1919年在芝加哥参与创建了美国共产党，1921年在莫斯科被选为赤色职工国际执行委员会委员，同年回国后组建了公开活动的美国工人党。1926年被赤色职工国际派驻中国，并于次年参加了中共五大。1929年回国。1930年当选为美国共产党总书记，1936年参加了美国总统竞选，1940年一度以“违反护照条例”被捕入狱。1944年解散美国共产党，并将原有人员改组为“美国共产主义政治协会”。1945年被开除出政治协会后，美国共产党得以重建。1973年6月27日病逝于普林斯顿。                                      | 红色工会国际驻华代表             |      |
| 鲍罗廷     | 鲍罗廷肖像     | （1884－1951），出生于沙皇俄国拉脱维亚，1903年加入俄国社会民主工党，1918年自美国返回俄国后在苏维埃政府外交人民委员部工作。共产国际成立后作为特使先后前往墨西哥、西班牙等国。返回苏联后参加《共产国际》的编辑工作，1923年被派往中国担任孙中山的苏联代表和共产国际驻华代表，促成了第一次国共合作和中国国民党改组，并担任国民党顾问。先后参加国民党一大和中共五大。七一五事变后返回苏联，担任外交出版工作。1949年2月被捕，1951年死于狱中。:633 | 共产国际驻华代表:633             |      |

## 中国国民党代表名单
| 姓名   | 肖像       | 生平 | 与会时身份                   | 备注                             |
| ------ | ---------- | --- | ---------------------------- | -------------------------------- |
| 孙科   | 孙科肖像   | （1891－1973），广东香山人，孙中山之子。1910年加入中国同盟会，之后前往美国留学，获得硕士学位。1917年起在孙中山大元帅府担任秘书，后改为担任广州市长。大革命期间在武汉国民政府任职，宁汉合流之后历任国民党中央执行委员、行政院长、立法院长等职。抗战胜利后担任国民政府副主席，竞选副总统失败后再次担任行政院长。1949年后移居法国、美国等地，1965年返回台湾，历任考试院院长等职务。1973年9月13日因心脏病逝世于台北。 | 武汉国民政府常务委员         |                                  |
| 谭延闿 | 谭延闿肖像 | （1880－1930），湖南茶陵人。曾是中国最后一个会元，官至翰林院庶吉士，之后参加辛亥革命，并当选为湖南都督。二次革命后被北洋政府免职，此后两次重新主政湖南，又两次下野。1922年加入中国国民党，并帮助孙中山从事革命活动。中山舰事件后一度代理广州国民政府主席。北伐战争中随国民政府北迁武汉。宁汉合流后投向蒋介石一方，1928年当选为南京国民政府主席。1930年9月22日因脑溢血逝世于南京。 | 武汉国民政府常务委员         |                                  |
| 汪精卫 | 汪精卫肖像 | （1883－1944），广东番禺人。早年考中秀才，1904年留学日本，次年加入中国同盟会。1910年3月在北京刺杀载沣失败而被捕，武昌起义之后被释放。二次革命失败后赴法国留学，1919年回国后追随孙中山从事革命活动，历任广州教育会长、广东军政府最高顾问等职。孙中山去世后出任广东国民政府常委主席、军委主席兼宣传部长。中共五大会后发动七一五事变。后曾担任国民党中央政治会议主席等职，1937年担任国民党副总裁，抗日战争爆发后于1938年12月投靠日本，在南京成立了日本控制下的国民政府并自任政府主席。1944年于日本名古屋去世。:224                                                                      | 武汉国民政府主席:224         | 5月4日首次出现在会场中并致辞。   |
| 徐谦   | 徐谦肖像   | （1871－1940），江西南昌人。早年考中进士，并进入译学馆攻读法律政治科。毕业后历任翰林院编修、京师审判厅长等职。1910年赴欧美考察司法制度，辛亥革命后回国，并参与成立了国民共进会。二次革命失败后曾在上海当律师，1918年发起基督教救国会。1919年一度在广州军政府中担任职务，1920年起先后在广州国会和北京国会任职。广州国民政府成立后担任中央执委委员、国民政府委员兼司法部长。1926年3月18日参与了抗议日军炮击大沽口的示威游行。七一五事变后遭国民党内各方排斥，随后前往香港。后一度参与福建事变。抗日战争爆发后在东南亚组织“抗日后援会”，因积劳成疾，于1940年9月26日病逝于香港。:169-176 | 武汉国民政府常务委员:169-176 | 在大会上作为国民党代表致开幕辞。 |